# Ercole Carzino
Ercole Carzino (né le 9 octobre 1901 à Sampierdarena, un quartier de l'ouest de Gênes, et mort le 30 novembre 1979) est un footballeur international italien, qui évoluait au poste de milieu de terrain et fut l'une des plus grandes idoles de la Sampierdarenese.

## Biographie
Ercole Carzino naît en 1901 à Sampierdarena. Il a deux frères, Alfredo (1899-1944) et Enrico (1897-1965). Ce dernier joue également au football, comme gardien de but.
Ercole Carzino termine deuxième du championnat d'Italie en 1922 avec le club de Sampierdarenese. Il reçoit une sélection en équipe d'Italie, le 6 novembre 1921, lors d'un match amical face à la Suisse.

## Palmarès
- Sampierdarenese
  - Vice-champion d'Italie (FICG) en 1922

- A.S.P Imperia
  - Champion de Seconda Divisione (D4) en 1930

- Sampierdarenese
  - Champion de Serie B (D2) en 1934
  - Champion de Prima Divisione (D3) en 1932